# 佐藤栄助
佐藤栄助（さとう　えいすけ）は、日本のヤクザ。松友会会長（二代目松葉会会長）。四代目松葉会会長。福島県会津若松市出身。日本大学卒。
昭和43年（1968年）、旧松葉会の人間を集めて、松友会を結成した。
三代目松葉会・菊池徳勝会長の後、四代目松葉会会長に就任した。